# Ken Jenkins
Kenneth „Ken” Jenkins (ur. 28 sierpnia 1940 w Dayton) – amerykański aktor filmowy, telewizyjny i teatralny. Najbardziej znany z roli doktora Roberta „Boba” Kelso, gburowatego dyrektora szpitala w serialu komediowym Hoży doktorzy (Scrubs, 2001-2010). 

## Życiorys
Urodził się i wychował w Dayton w stanie Ohio. W 1958 ukończył Wilbur Wright High School, gdzie zaczął grać w różnych produkcjach teatralnych. Studiował aktorstwo w Antioch College w Yellow Springs, niedaleko swojego rodzinnego miasta. Podczas studiów, w 1962 pojawił się także na Broadwayu w sztuce The Moon Besieged i jako Herold w Królu Learze. 
W 1969 był współzałożycielem Actor’s Theatre of Louisville i przez trzy lata pełnił funkcję zastępcy dyrektora artystycznego. Ta instytucja wyprodukowała jednych z najlepszych amerykańskich dramaturgów, takich jak Beth Henley i Marsha Norman.
W trakcie swojej kariery Ken Jenkins był zaangażowany w wiele sztuk w różnych rolach, w tym w roli aktora, reżysera i dramaturga. Brał udział w około 10 sztukach rocznie. 
Od czasu swojego debiutu na szklanym ekranie w 1974 w Great Performances, wystąpił w wielu serialach telewizyjnych, w tym Star Trek: Następne pokolenie (1989) jako Paul Stubbs, Cwaniak (Wiseguy, 1988-1990) jako Paul Beckstead, Babilon 5 (1997) jako kapitan Trevor Hall, Zdarzyło się jutro (1998) jako Winston Thorpe, Beverly Hills, 90210 (1999-2000) jako pastor Neal czy Z Archiwum X (2000) jako Karras, zastępca szefa. Najbardziej znany jest z roli w przebojowym serialu komediowym Hoży doktorzy (Scrubs, 2001-2010), w którym grał szefa medycyny Najświętszego Serca, dr Roberta „Boba” Kelso.
W 1958 ożenił się z Joan Patchen, jednak w późniejszych latach się rozwiedli, mieli razem trzech synów: Matthew, Daniela i Joshuę. 1 stycznia 1970 poślubił Katharine Houghton, siostrzenicę aktorki Katharine Hepburn.

## Filmografia

### Filmy
- 1974: In Fashion jako Aubin
- 1983: W stalowych kleszczach (Heart of Steel) jako ksiądz
- 1987: W szachu (Matewan) jako Sephus Purcell
- 1988: The Wizard of Loneliness jako Joel Spender
- 1988: Moment krytyczny (Disaster at Silo 7) jako Clarence
- 1989: Bez wyroku (Roe vs. Wade)
- 1989: Otchłań (The Abyss) jako Gerard Kirkhill, przedstawiciel Benthic Petroleum Co.
- 1989: Punkt załamania (Breaking Point) jako pułkownik Lowe
- 1989: Na wrogiej ziemi (In Country) jako Jim Holly
- 1989: The Outside Woman jako Junior Miller
- 1990: Air America jako major Donald Lemond
- 1990: Rodzina szpiegów (Family of Spies)
- 1990: Czarny Książę (Dark Avenger)
- 1990: Shattered Dreams jako Hal Witt
- 1991: W Biały Dzień (In Broad Daylight) jako Bob Webb
- 1991: Love, Lies and Murder jako Rubright
- 1991: Punkt honoru (Edge of Honor) jako Bo Dubs
- 1992: Przekroczyć granice (Crossing the Bridge) jako Lou Morgan
- 1992: Dom sekretów i kłamstw (A House of Secrets and Lies) jako Ed Norwood
- 1992: Prywatna sprawa (A Private Matter) jako Frank Kearns
- 1993: A orkiestra grała dalej (And the Band Played On) jako doktor Dennis Donohue
- 1994: Biała mila (White Mile) jako Jerry Taggart
- 1994: Chora krew (In the Best of Families: Marriage, Pride & Madness) jako Bob Newsom
- 1995: Past the bleachers jako Hilton Burberry
- 1995: Hiroshima jako James Byrnes
- 1996: Ostatni sprawiedliwy (Last Man Standing) jako kpt. Tom Pickett
- 1996: Ścigani (Fled) jako Warden Nichols
- 1996: Krytyczna decyzja (Executive Decision) jako generał Wood
- 1996: Szalona odwaga (Courage Under Fire) jako Joel Walden
- 1996: Cena nadziei (Last Dance) jako Warden Laverty
- 1998: Pragnienie (Thirst) jako Lou Wolford
- 1998: Dusza towarzystwa: historia Pameli Harriman (Life of the Party: The Pamela Harriman Story)
- 1998: Psychol (Psycho) jako prokurator okręgowy
- 1999: Balonowa Farma (Balloon Farm)
- 1999: Ostatni szeryf (The Last Marshal) jako sędzia Wooley
- 2001: Krawiec z Panamy (The Tailor of Panama) jako Morecombe
- 2001: Sam (I Am Sam) jako sędzia Philip McNeily
- 2002: Podejrzana (Home Room) jako kapitan policji
- 2002: Suma wszystkich strachów (The Sum of All Fears) jako Admirał Pollack
- 2002: Zatrzymani w czasie (Clockstoppers) jako agent Moore
- 2002: Fidel jako Herbert Matthews
- 2007: Welcome to Paradise jako Wielebny MacNamara

### Seriale TV
- 1985: McCall jako szeryf
- 1988: Knots Landing jako bandyta
- 1989: Star Trek: Następne pokolenie jako dr Paul Stubbs
- 1991: Miasteczko Evening Shade jako sędzia
- 1993: Szaleję za tobą (Mad About You) jako Jack Farrer
- 1995: Szpital Dobrej Nadziei jako marszałek zdrowia Stanley McGee
- 1995: Cybill jako Ed
- 1997: Nowojorscy gliniarze jako szeryf Hastings
- 1997: Babilon 5 (Babylon 5) jako kapitan Trevor Hall
- 1997: Murphy Brown jako Paul Cookson
- 1998: Zdarzyło się jutro jako Winston Thorpe
- 1999: Sliders jako Robert Clark
- 1999: Baza Pensacola jako generał Mitchell Burke
- 1999-2000: Beverly Hills, 90210 jako pastor Neal
- 2000: Szpital Dobrej Nadziei jako Jim Carroll
- 2000: Sliders jako profesor Jack Bigelow
- 2000: Z Archiwum X (The X Files) jako zastępca szef Karras
- 2001-2010: Hoży doktorzy (Scrubs) jako dr Bob Kelso